# Union des universités de la Méditerranée
Ne pas confondre avec Unimed, entreprise suisse de biomédical.
L'Union des universités de la Méditerranée (ou UNIMED) est un réseau de 113 universités situées dans 23 pays de la Méditerranée ou ayant des intérêts spécifiques dans le bassin méditerranéen et dont le secrétariat est à Rome. UNIMED a été fondée en 1991.

## Liste des universités membres
| Country    | Institution(s) |
| ---------- | --- |
| Albanie    | Université de Tirana |
| Algérie    | École Nationale Polytechnique d'Oran École Nationale Supérieure de Sciences Politiques École polytechnique d'architecture et d'urbanisme Université de Abou Bekr Belkaïd Université d'Alger Université de Annaba Université de Béjaïa Université de Blida Université de Constantine Université de Mostaganem Université d'Oran Université de Tizi Ouzou |
| Chypre     | Institut de technologie de Chypre Université de Chypre |
| Égypte     | Université d'Alexandrie Académie arabe des sciences, technologies et transport maritime Université du Caire Pharos University in Alexandria |
| Finlande   | Université de Tampere |
| France     | Université d'Aix-Marseille Université de Montpellier Université Paris 8 |
| Grèce      | Université nationale et capodistrienne d'Athènes Université Panteion |
| Italie     | Université de Reggio de Calabre Université de Rome « La Sapienza » Seconda Università degli Studi di Napoli S. Pio V Université de Rome Université de Bari Université de Bologne Université de Camerino Université de Catane Université pour étrangers de Pérouse Université de Messine Université de Modène et de Reggio d'Émilie Université du Molise Université de Naples - Frédéric-II Université de Padoue Université de Palerme Université de Pérouse Université de Rome III Université du Salento Université de Sassari Université de Teramo Université de Turin Université d'Urbino |
| Jordanie   | Al al-Bayt University Balqa Applied University Université hachémite Université jordanienne des sciences et de la technologie Université de Jordanie |
| Liban      | Université libanaise Université Saint-Esprit de Kaslik |
| Malte      | Université de Malte |
| Maroc      | Université Cadi Ayyad Université Hassan II de Casablanca Université Ibn Zohr Université Mohammed V |
| Monténégro | Université du Monténégro |
| Palestine  | Université al-Azhar de Gaza An-Najah National University Université de Bethléem Université de Beir Zeit Université d'Hébron |
| Portugal   | Université d'Aveiro Université d'Évora |
| Slovénie   | Université du Littoral |
| Espagne    | Université complutense de Madrid Université de Cordoue Université de Barcelone Université de Grenade Université de Valence |
| Syrie      | Université Al-Baath Université de Damas Université Tichrine Université d'Alep |
| Tunisie    | Université de Carthage Université de Tunis - El Manar Université de Sfax Université de Sousse Université de Tunis |
| Turquie    | Université du Bosphore Istanbul Aydin University Université technique du Moyen-Orient |